# Zębowce
Zębowce (Odontoceti) – infrarząd ssaków z podrzędu waleni (Cetacea) w obrębie rzędu parzystokopytnych (Artiodactyla). Ich przedstawiciele posiadają zęby, czym odróżniają się od fiszbinowców. Zębowce polują na ryby, głowonogi, a niektóre także na ssaki morskie.

## Zasięg występowania
Zębowce obejmują gatunki występujące we wszystkich oceanach świata.

## Anatomia
Z wyjątkiem kaszalota osiągającego nawet do 18 m, największego zwierzęcia tej grupy, są to walenie małej lub średniej wielkości. Zębowce posiadają pojedynczy otwór nosowy na szczycie głowy (w przeciwieństwie do fiszbinowców z dwoma otworami). W kształcie zębów istnieją wielkie różnice pomiędzy gatunkami. Podczas gdy większość ma dużą liczbę identycznych zębów, do 260 u niektórych delfinów, istnieją też walenie jak narwal, u którego jedyny ząb tworzy długi róg, lub prawie bezzębne wale dziobogłowe z niezwykle ukształtowanymi zębami u samców.
Zębowce podobnie jak fiszbinowce mają opływowe kształty, ich wygląd bywa jednak różnorodny. Większość to gładkie i smukłe zwierzęta jak np. delfiny, lecz są i takie o budowie mocnej i masywnej najlepszym przykładem jest tu kaszalot. Większość zwierząt tego podrzędu posiada płetwę grzbietową.

## Zachowanie

### Poruszanie się
Większość zębowców potrafi pływać z dużą prędkością. Mniejsze rodzaje czasami towarzyszą statkom, dając się nosić falom. Najczęściej można obserwować przy tej czynności delfiny, słynące także z akrobatycznych skoków.

### Odgłosy
Wydawanie dźwięków gra ważną rolę dla zębowców. Obok różnych gwizdów i krzyków służących do komunikacji, są w stanie używać dźwięków o wysokiej częstotliwości aby orientować się za pomocą echolokacji. Ten zmysł stanowi wielką pomoc przy polowaniu.

### Życie stadne
Z reguły zębowce żyją w grupach składających się z kilku do tuzina waleni. Zdarza się, że grupy te złączają się, tworząc zbiorowiska do tysiąca zwierząt. Wysokie umiejętności komunikacyjne zębowców objawiają się np. w skoordynowanym polowaniu na stada ryb. W niewoli niektóre gatunki okazują duże zdolności do nauki; z tego powodu zoolodzy zaliczają je do najbardziej inteligentnych zwierząt.

## Systematyka
Klasyfikacja za Mammals Diversity Database (2023), All the Mammals of the World (2023) i Illustrated Checklist of the Mammals of the World (2020):
- nadrodzina: Physeteroidea J.E. Gray, 1821
  - rodzina: Physeteridae J.E. Gray, 1821 – kaszalotowate
  - rodzina: Kogiidae Gill, 1871 – kogiowate
- nadrodzina: Ziphioidea J.E. Gray, 1865
  - rodzina: Ziphiidae J.E. Gray, 1865 – zyfiowate
- nadrodzina: Platanistoidea J.E. Gray, 1846
  - rodzina: Platanistidae J.E. Gray, 1846 – suzowate
- nadrodzina: Lipotoidea Zhou Kaiya, Qian Weijuan & Li Yuemin, 1978
  - rodzina: Lipotidae Zhou Kaiya, Qian Weijuan & Li Yuemin, 1978
- nadrodzina: Inioidea J.E. Gray, 1846
  - rodzina: Iniidae J.E. Gray, 1846 – iniowate
  - rodzina: Pontoporiidae J.E. Gray, 1870
- nadrodzina: Delphinoidea J.E. Gray, 1821
  - rodzina: Monodontidae J.E. Gray, 1821 – narwalowate
  - rodzina: Delphinidae J.E. Gray, 1821 – delfinowate
  - rodzina: Phocoenidae J.E. Gray, 1825 – morświnowate

Taksony wymarłe nie sklasyfikowane w żadnej z powyższych nadrodzin:
- Rodziny: 
  - Agorophiidae Othenio Abel, 1913
  - Ashleycetidae Sanders & Geisler, 2015
  - Dalpiazinidae Muizon, 1988
  - Inticetidae Lambert, Muizon, Malinverno, Di Celma, Urbina & Bianucci, 2017
  - Eurhinodelphinidae Abel, 1901
  - Mirocetidae Sanders & Geisler, 2015
  - Simocetidae Fordyce, 2002
  - Squalodontidae Brandt, 1873
  - Squaloziphiidae Lambert, Godfrey & Fitzgerald, 2018
  - Waipatiidae Fordyce, 1994
  - Xenorophidae Uhen, 2008

- Rodzaje:
  - Ankylorhiza Boessenecker, Churchill, Buchholtz, Beatty & Geisler, 2020[27] – jedynym przedstawicielem był Ankylorhiza tiedemani (J.A. Allen, 1887)
  - Chilcacetus Lambert, Muizon & Bianucci, 2015[28] – jedynym przedstawicielem był Chilcacetus cavirhinus Lambert, Muizon & Bianucci, 2015
  - Ediscetus Albright, Sanders & Geisler, 2018[29] – jedynym przedstawicielem był Ediscetus osbornei Albright, Sanders & Geisler, 2018
  - Heterodelphis Brandt, 1873[30]
  - Oligodelphis Alsanova & Mchedlidze, 1976[31] – jedynym przedstawicielem był Oligodelphis azerbajdzanicus Alsanova & Mchedlidze, 1976
  - Olympicetus Vélez-Juarbe, 2017[32] – jedynym przedstawicielem był Olympicetus avitus Vélez-Juarbe, 2017
  - Papahu Aguirre-Fernández & Fordyce, 2014[33] – jedynym przedstawicielem był Papahu taitapu Aguirre-Fernández & Fordyce, 2014
  - Phoberodon Cabrera, 1926[34] – jedynym przedstawicielem był Phoberodon arctirostris Cabrera, 1926
  - Phococetus P. Gervais, 1876[35] – jedynym przedstawicielem był Phococetus vasconum (Delfortrie, 1873)
  - Priscodelphinus Leidy, 1852[36]

## Wpływ człowieka
Kaszalot przez długi czas był celem przemysłu wielorybniczego. Dzisiaj na niektóre stosunkowo niewielkie walenie (np. grindwale i grindwale krótkopłetwe) nadal trwają polowania, jednak największe zagrożenie dla większości gatunków stanowi rybactwo. Zwłaszcza przy połowie tuńczyków, co roku giną w sieciach tysiące delfinów.
Trzymanie małych waleni stanowi wielką atrakcję dla oceanariów i ogrodów zoologicznych, gdzie najczęściej występują butlonosy, orki i białuchy. Ze względu na duże zapotrzebowanie miejsca, niewola tych ssaków morskich jest kontrowersyjna.